# Kinder (Louisiana)
Kinder és una població dels Estats Units a l'estat de Louisiana. Segons el cens del 2000 tenia 2.148 habitants.

## Demografia
Segons el cens del 2000, Kinder tenia 2.148 habitants, 848 habitatges, i 576 famílies. La densitat de població era de 505,7 habitants/km².
Dels 848 habitatges en un 36,4% hi vivien nens de menys de 18 anys, en un 44% hi vivien parelles casades, en un 19,8% dones solteres, i en un 32% no eren unitats familiars. En el 28,9% dels habitatges hi vivien persones soles el 13,9% de les quals corresponia a persones de 65 anys o més que vivien soles. El nombre mitjà de persones vivint en cada habitatge era de 2,42 i el nombre mitjà de persones que vivien en cada família era de 2,97.
Per edats la població es repartia de la següent manera: un 28,6% tenia menys de 18 anys, un 8,1% entre 18 i 24, un 26,2% entre 25 i 44, un 19,4% de 45 a 60 i un 17,7% 65 anys o més.
L'edat mediana era de 35 anys. Per cada 100 dones de 18 o més anys hi havia 75,3 homes.
La renda mediana per habitatge era de 25.493 $ i la renda mediana per família de 31.799 $. Els homes tenien una renda mediana de 28.015 $ mentre que les dones 19.015 $. La renda per capita de la població era de 13.187 $. Entorn del 19,6% de les famílies i el 20,2% de la població estaven per davall del llindar de pobresa.

## Poblacions més properes
El següent diagrama mostra les poblacions més properes.